# 瓦夫尔地区伯内
瓦夫尔地区伯内（法語：Beney-en-Woëvre，法語發音：[bənɛ ɑ̃ wavʁ]）是法国默兹省的一个市镇，属于科梅尔西区。

## 地理
瓦夫尔地区伯内（48°57'44"N, 5°49'32"E）面积17.2 平方千米，位于法国大東部大區默兹省，该省份为法国西北部内陆省份，北与比利时接壤，西接马恩省和阿登省，南至上马恩省和孚日省，东临默尔特-摩泽尔省。
与瓦夫尔地区伯内接壤的市镇（或旧市镇、城区）包括：布永维尔、当维图、帕讷、蒂欧库尔-勒涅维尔、克萨姆、农萨尔-拉马尔什、维尼厄勒-莱阿通沙泰勒。

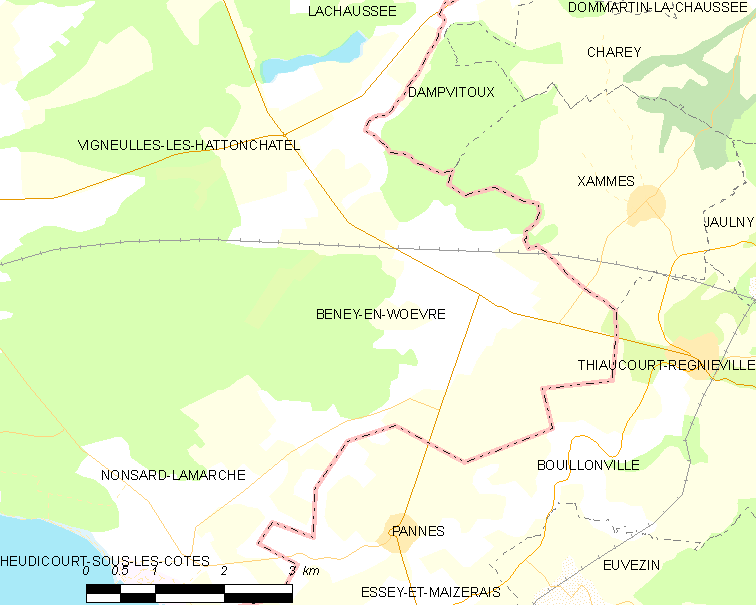
瓦夫尔地区伯内的OSM定位图

瓦夫尔地区伯内的时区为UTC+01:00、UTC+02:00（夏令时）。

## 行政
瓦夫尔地区伯内的邮政编码为55210，INSEE市镇编码为55046。

## 政治
瓦夫尔地区伯内所属的省级选区为圣米耶勒县。

## 人口

1962-2008年间瓦夫尔地区伯内人口变化图示

瓦夫尔地区伯内于2022年1月1日时的人口数量为136人。